# Datenbrief
Mit Datenbrief wird ein System bezeichnet, mit dem Personen von Firmen, Behörden oder Institutionen über ihre dort gespeicherten personenbezogenen Daten informiert werden. Der Datenbrief ist eine Forderung des Chaos Computer Clubs, um den Datenschutz zu verbessern. Damit soll jedem Bürger ermöglicht werden, einen Überblick darüber zu erhalten, wer Daten über ihn verarbeitet und in welchem Umfang dies geschieht.
Das Bundesdatenschutzgesetz regelt das Auskunftsrecht für Betroffene. In der Praxis kann dieses jedoch oft nur schwer wahrgenommen werden, da häufig nur unzureichend bekannt ist, welche Unternehmen Daten des Betroffenen verarbeiten oder gespeichert haben. Der Datenbrief würde dies ändern und Behörden wie Unternehmen eine Mitteilungspflicht auferlegen. Einmal jährlich soll postalisch, per E-Mail oder über andere dem Unternehmen bekannte Kontaktwege jeder Betroffene über alle zu ihm gespeicherten Daten unaufgefordert Auskunft erhalten.
Da der Datenbrief auch die Kosten der Datenhaltung erhöhen würde, verspricht man sich von dessen Einführung auch, dass dann im Sinne des Prinzips von Datensparsamkeit und Datenvermeidung insgesamt weniger Daten gespeichert werden.
Eine dem Datenbrief vergleichbare Mitteilungspflicht war bereits 1971 von Spiros Simitis, dem späteren Hessischen Datenschutzbeauftragten, vorgeschlagen worden. In seinem Vortrag Chancen und Risiken der elektronischen Datenverarbeitung forderte Simitis, dass es nicht vom Zufall abhängen dürfe, ob der Betroffene erfahre, dass Informationen über seine Person gespeichert sind. Die „Datenbanken“ müssten daher verpflichtet sein, „in regelmäßig wiederkehrenden Abständen eine Abschrift der gesammelten Angaben dem Betroffenen zuzuleiten“. Erst eine solche Verpflichtung gewährleiste eine effektive Kontrolle und sichere ein Minimum an Transparenz.

## Reaktionen
Bundesministerium des Innern Thomas de Maizière (CDU) und Bundesjustizministerin Sabine Leutheusser-Schnarrenberger (FDP) zeigten sich zunächst aufgeschlossen gegenüber der Idee. Konstantin von Notz, Sprecher der Grünen-Bundestagsfraktion, begrüßte dies und rief de Maizière im Namen seiner Partei auf, ein konkretes Konzept dafür zu entwickeln. In der Piratenpartei findet sich die Forderung des Datenbriefes im Wahlprogramm. Auch in der CSU gibt es Stimmen, die sich für eine wohlwollende Diskussion  des Vorschlages aussprechen. Kritisch äußerte sich hingegen die Bundestagsabgeordnete Gisela Piltz, die bei der FDP für den Datenschutz zuständig ist: Zur Vermeidung eines „bürokratischen Monstrums“ erscheine es „zielführender, die bestehenden Auskunftsinstrumente der Verbraucher weiter zu vereinfachen“.
Die Reaktion von Seiten des behördlichen Datenschutzes waren zunächst durchgehend positiv: So ließ der Bundesdatenschutzbeauftragte Peter Schaar mitteilen, er fände einen jährlichen, gedruckten „Datenauszug“ sinnvoll. Er schlägt darüber hinausgehend vor, jedem  Bürger einen Online-Zugriff auf die zu seiner Person gespeicherten Daten zu gewähren. Der Landesdatenschutzbeauftragte von Baden-Württemberg Peter Zimmermann sagte, wenn der Gesetzgeber das Grundrecht auf informationelle Selbstbestimmung ernst nähme, sei die Einführung eines Datenbriefes nur „folgerichtig“.
Auch Verbraucherschützer unterstützen das Vorhaben. So hält der Vorsitzende des Bundesverbands der Verbraucherzentralen Gerd Billen den Datenbrief „grundsätzlich für eine gute Idee“, auch da viele Verbraucher gar nicht wüssten, „wer alles Daten über sie sammelt“.
Selbst aus der Behavioral-Targeting-Branche selbst gibt es positive Reaktionen: So bezeichnete Stephan Noller von nugg.ad die Initiative als „exzellent“. Der Datenbrief könne durch bessere Information über die Art der gespeicherten Daten die Angst der Bürger vor Datensammlungen lindern und dazu beitragen, dass die Menschen Datensouveränität erlernten, und „wir sehr viel aufgeklärtere Bürger werden“.
Inzwischen haben jedoch sowohl der Bundesdatenschutzbeauftragte Peter Schaar als auch Bundesjustizministerin Leutheusser-Schnarrenberger ihre Haltung zum Datenbrief relativiert und stehen dem Datenbrief eher skeptisch gegenüber. Zwar wird der Ansatz, für mehr Transparenz zu sorgen, weiterhin begrüßt. Jedoch sieht die Bundesjustizministerin die möglicherweise erforderliche zentrale Zusammenführung der Daten in Unternehmen kritisch. Der Bundesdatenschutzbeauftragte sieht Probleme in der praktischen Umsetzung und kritisiert das Projekt als „noch nicht ganz zu Ende gedacht“.